# Chicualacuala
Chicualacuala, antes conocida como Villa de Eduardo Mondlane, es una ciudad y también uno de los tres  puestos administrativos  que forman  el distrito de Chicualacuala en la provincia de Gaza  en la zona meridional de  Mozambique, región  fronteriza con las provincias de Manica, de Inhambane y de Maputo. Región ribereña del Océano Índico y fronteriza con Zimbabue (Provincia de Masvingo) y Sudáfrica (Provincia de Limpopo) que geográficamente pertenece a la ecorregión de salobral del Zambeze en la cuenca del río Limpopo.
Sede del distrito homónimo de la provincia de Gaza. Está situada junto a la frontera con Zimbabue.

## Geografía
Situado en el norte de la provincia  y también del distrito en la frontera con Zimbabue coincidente con el parque nacional de Gonarezhou.

## División administrativa
Puesto administrativo (posto administrativo)  con  una población de 16 854 habitantes y, formado por tres  localidades: Chicualacuala, sede y las aldeas de Chicualacuala-Rio y Chitanga.
Código Postal 90401.

## Medio Ambiente
Sabana arbolada de mopane del Zambeze, en el Parque Transfronterizo del Gran Limpopo, un parque de la paz que vincula al Parque Nacional Kruger con el Parque Nacional Gonarezhou en Zimbabue y al Parque Nacional de Limpopo en Mozambique.  Los cañones del parque Kruger han sido nombrados Reserva de la Biosfera por la Unesco.

## Historia
Puesto administrativo creado en 1965 bajo la denominación de Malvérnia, coincidiendo con  una de las estaciones de la línea del ferrocarril Maputo-Chicualacuala que comunica las instalaciones portuarias de Maputo con la frontera de Zimbabue, transportando materias primas.